# Out from Out Where
Albums de Amon Tobin
Supermodified
(2000) Verbal Remixes & Collaborations
(2003)
Out From Out Where est le cinquième album du musicien Amon Tobin, paru en 2002 sur le label Ninja Tune.
Des clips vidéo sont tournés pour les morceaux "Verbal" et "Proper Hoodidge", réalisés respectivement par Alex Rutterford (en) et Corine Stübi. En 2010, l'album s'est écoulé à plus de 100 000 exemplaires à travers l'Europe selon l'IMPALA (en).

## Les Titres
| No  | Titre                            | Durée |
| --- | -------------------------------- | ----- |
| 1.  | Back From Space                  | 4:52  |
| 2.  | Verbal (Featuring MC Decimal R.) | 3:55  |
| 3.  | Chronic Tronic                   | 6:07  |
| 4.  | Searchers                        | 5:45  |
| 5.  | Hey Blondie                      | 4:31  |
| 6.  | Rosies                           | 5:22  |
| 7.  | Cosmo Retro Intro Outro          | 4:07  |
| 8.  | Triple Science                   | 4:58  |
| 9.  | El Wraith                        | 5:59  |
| 10. | Proper Hoodidge                  | 5:25  |
| 11. | Mighty Micro People              | 5:48  |